# 에담폴렌담

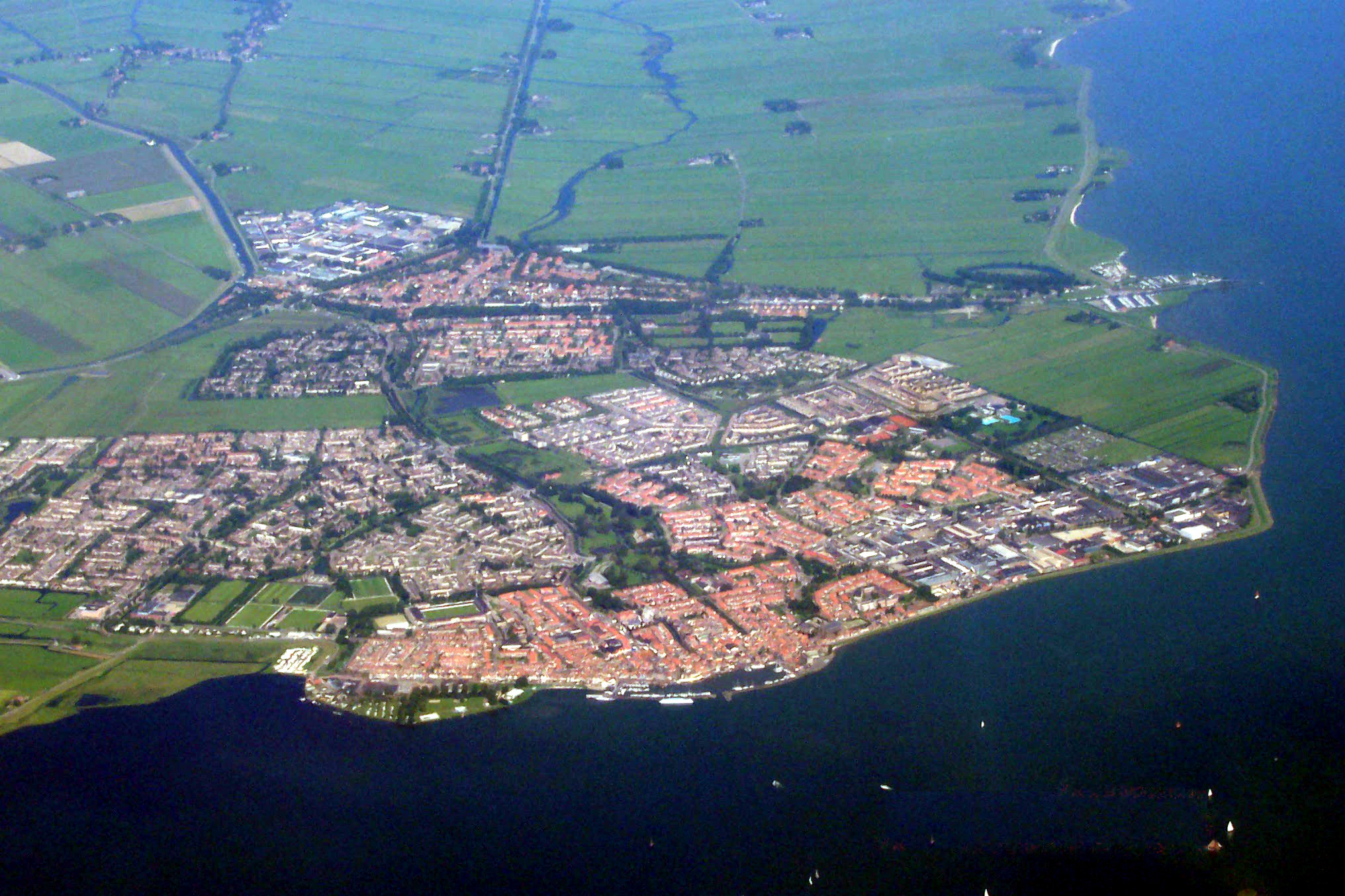
에담폴렌담

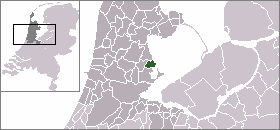
에담폴렌담의 위치

에담폴렌담(네덜란드어: Edam-Volendam)은 네덜란드 노르트홀란트주의 도시로 면적은 24.78km2, 높이는 -1m, 인구는 28,925명(2014년 5월 기준), 인구 밀도는 1,773명/km2이다. 도시는 에담과 폴렌담으로 나뉜다.

시기
시 문장